# Cotzalzin
Cotzalzin är en ort i Mexiko.   Den ligger i kommunen Ayutla de los Libres och delstaten Guerrero, i den södra delen av landet, 280 km söder om huvudstaden Mexico City. Cotzalzin ligger 304 meter över havet och antalet invånare är 717.
Terrängen runt Cotzalzin är kuperad österut, men västerut är den platt. Runt Cotzalzin är det ganska tätbefolkat, med 58 invånare per kvadratkilometer. Närmaste större samhälle är Ayutla de los Libres, 4,5 km norr om Cotzalzin. Omgivningarna runt Cotzalzin är en mosaik av jordbruksmark och naturlig växtlighet.